# Carcharodus
Genre
Carcharodus est un genre paléarctique de lépidoptères de la famille des Hesperiidae et de la sous-famille des Pyrginae.

## Description
Les imagos du genre Carcharodus sont de petits papillons dont l'ornementation de la face supérieure est faite de marbrures complexes dans des tons bruns, beiges et/ou gris, avec quelques taches translucides sur l'aile antérieure et souvent des taches blanchâtres sur l'aile postérieure.
Le bord de l'aile postérieure est festonné et les franges sont blanches entrecoupées de sombre.
Certaines espèces sont difficiles à identifier en se fondant sur les seuls caractères externes.

## Répartition géographique
Le genre Carcharodus a une répartition paléarctique, la plus grande diversité spécifique se trouvant en Europe du Sud et au Moyen-Orient.

## Systématique
Le genre Carcharodus a été décrit par l'entomologiste allemand Jakob Hübner en 1819.
L'espèce type pour le genre est Carcharodus alceae. Le genre comporte huit espèces.

### Synonymes
- Spilothyrus Duponchel, 1835
- Reverdinus Ragusa, 1919
- Lavatheria Verity, 1940

## Liste des espèces
- Carcharodus alceae (Esper, 1780) — l'Hespérie de l'alcée — en Europe, en Asie tempérée et au Moyen-Orient
- Carcharodus baeticus (Rambur, [1839]) — l'Hespérie de la ballote — dans le Sud de l'Europe et au Moyen-Orient
- Carcharodus dravira (Moore, 1874) — du Moyen-Orient à l'Asie centrale
- Carcharodus floccifer (Zeller, 1847) — l'Hespérie du marrube — en Europe, au Moyen-Orient, en Asie centrale et au Maroc
- Carcharodus lavatherae (Esper, 1783) — l'Hespérie de l'épiaire — dans le Sud de l'Europe, en Afrique du Nord et au Moyen-Orient
- Carcharodus orientalis Reverdin, 1913 — l'Hespérie levantine — dans les Balkans et au Moyen-Orient
- Carcharodus stauderi Reverdin, 1913 — l'Hespérie de Stauder — en Afrique du Nord, en Grèce et au Moyen-Orient
- Carcharodus tripolinus (Verity, 1925) — l'Hespérie almoravide — dans la péninsule ibérique et en Afrique du Nord

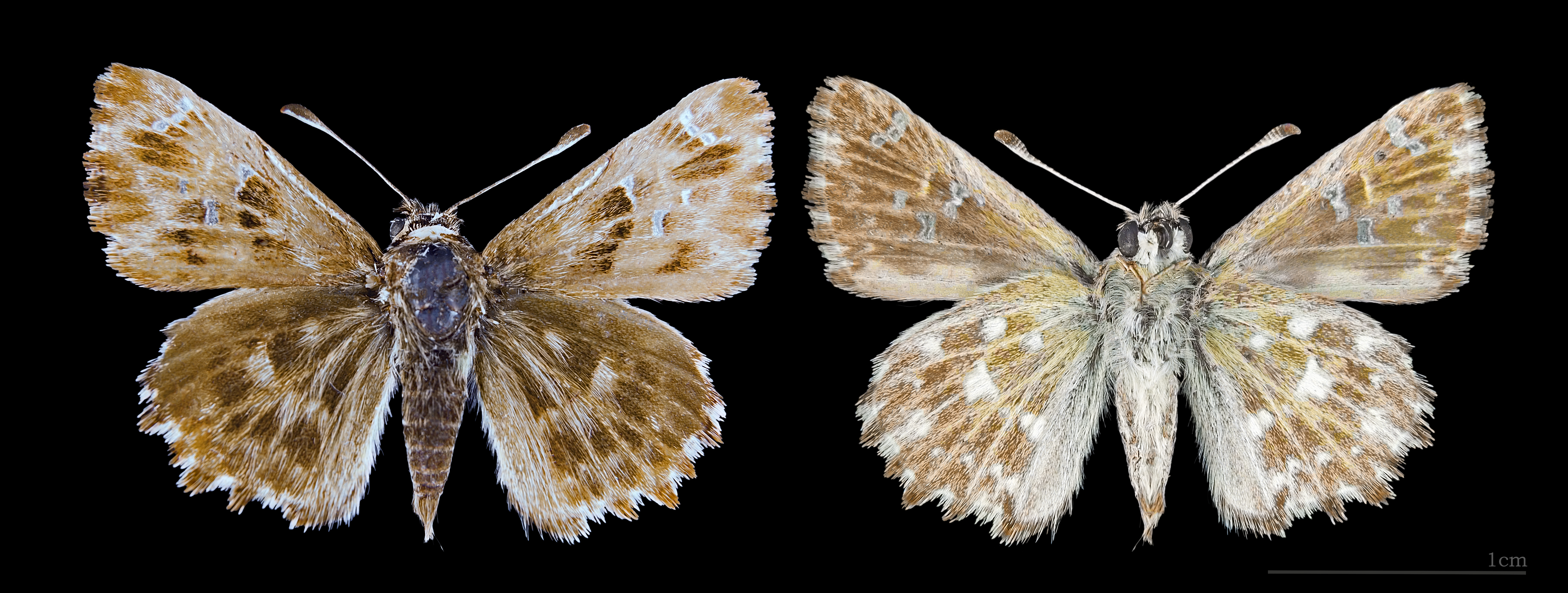
Carcharodus alceae (coll. MHNT)